# Satahovci
Satahovci (madžarsko Muraszentes, nekoč prekmursko Svetahovci, danes Setovci) so obcestno naselje z gručastim jedrom v Občini Murska Sobota. Ležijo na Ravenskem, na levi strani reke Mure. 
Na obdelani odprti ravnini na jugu, med protipoplavnim nasipom in glavno strugo Mure, so logi s poplavnim rastjem. Na njivah kmetje pridelujejo predvsem pšenico in koruzo. Pomembna je živinoreja. Veliko prebivalcev dela v bližnji Murski Soboti. 
V naselju se nahaja je podružnična kapela sv. Duha.